# Gnorimosphaeroma noblei
Gnorimosphaeroma noblei is een pissebed uit de familie Sphaeromatidae. De wetenschappelijke naam van de soort is voor het eerst geldig gepubliceerd in 1954 door Menzies.